# Кортина сула Страда де Вино
Кортина сула Страда де Вино (итал. Cortina sulla Strada del Vino) је насеље у Италији у округу Болцано, региону Трентино-Јужни Тирол.
Према процени из 2011. у насељу је живело 640 становника. Насеље се налази на надморској висини од 212 м.

## Становништво
| 1931. | 1936. | 1951. | 1961. | 1971. | 1981. | 1991. | 2001. | 2011. |
| ----- | ----- | ----- | ----- | ----- | ----- | ----- | ----- | ----- |
| 426   | 423   | 428   | 483   | 522   | 477   | 552   | 594   | 656   |